# Asunto (banda)
Asunto (también llamada xASUNTOx) es una banda chilena de metal y hardcore fundada en 1995 en Recoleta en la ciudad de Santiago de Chile. Pioneros en la escena hardcore sudamericana, es catalogada como una de las bandas vigentes vegan straight edge con mayor trayectoria y antigüedad de Sudamérica.

## Historia

### Inicios
Asunto se inició como una banda de hardcore punk formada por Raúl Jiménez, Mitchel Aedo, Andrés Urzúa e Ignacio Jiménez, en un proceso de creación que comienza a dar sus frutos entre los años 1995 y 1996. La principal idea era mostrar una alternativa a todo lo que se conocía hasta ese entonces, entregando una manera de ser y vivir contraria al capitalismo, pretendiendo dar un mensaje coherente y libre de drogas, con una postura vegan straight edge

### No te dejes derrotar(1997–1999)
En el año 1997 graban su primer demotape totalmente autoproducido y lo distribuyen en sus shows. Este mismo año son invitados a tocar en Buenos Aires (Argentina), para el Encuentro Sudamericano por la Liberación Animal, tocando con varias bandas de Sudamérica. 
En febrero de 1998 graban su primer álbum llamado No te dejes derrotar. Luego de esto, siguen tocando semanalmente en una escena en fuerte crecimiento. En el mes de julio del mismo año, se presentan en Mendoza (Argentina).
En 1999 graban un nuevo EP llamado Renacer en los estudios HYT con el ingeniero Carlos Torres y masterizado en Francia por Sebastián Lhoro con la ayuda de David Mancilla (Stormcore, Overcome Records). El álbum Renacer, con un sonido más pesado que el álbum anterior, se convertiría en un clásico para el hardcore latinoamericano y marcaría una gran influencia para futuras bandas de Chile y Latinoamérica. Este mismo año la banda se presenta por primera vez en la ciudad de Concepción y vuelven a presentarse en Buenos Aires. Paralelamente, en este mismo año, Raúl, Ignacio y Mitchel forman la banda XCuestión de respetoX junto a Gonzalo Jiménez, Gonzalo Terán y Paulo Cornejo. 

### RenaceryConfrontación(2000–2002)
En el 2000 la banda se dedica a las presentaciones en vivo y a editar material para compilatorios. En este período ocurren muchos cambios de formación que desestabilizan la banda. Andrés deja la banda por motivos personales, entrando en su lugar Paulo proveniente de la banda XCuestión de respetoX.
En enero de 2001 es editado por 78 Life Records de Brasil el álbum Renacer, en formato CD que además contenía tres temas inéditos (Tristeza 2000, Perseverar y Mi Convicción).
A comienzos del año 2002 deja la banda Mitchel y entra en su lugar Raúl Santana. Con esta nueva formación graban un nuevo álbum, llamado Confrontación, el cual sería su consolidación en el sonido metallic hardcore. Debido a problemas externos a la banda, el disco es editado a comienzos del año 2003 por Survival Records de Chile. Poco tiempo pasó para que Mitchel nuevamente se reintegrara.
En el verano del 2003, además de editar el álbum Confrontación, la banda se presenta en São Paulo (Brasil) en el Encuentro Sudamericano Hardcore con una formación auxiliar, ya que algunos de los integrantes no pudieron viajar. Raúl Santana abandona la banda por motivos personales y entra en su lugar Frank Millard. Con esta nueva formación comienzan los procesos de composición de nuevos temas.

### Cuando las sutilezas muereny cambio de estilo (2004–2007)
En el 2004 se realizan cientos de shows por todo el país. El 13 de diciembre es editado el álbum Cuando Las Sutilezas Mueren por el sello chileno En Tus Venas Records. Este álbum sería la consolidación de la banda a nivel internacional y la aproximación al sonido del metalcore melódico, innovador en las bandas chilenas, fusionando el death metal melódico con el hardcore. 
En el 2005 abandona la banda Frank, siendo remplazado en las guitarras por Rodrigo Godoy. A mediados de años la banda realiza un tour por Europa, llevándolos a presentarse por más de 14 países y realizar más de 25 shows por todo el Viejo Continente. En este mismo año Asunto logra una consolidación total en la escena musical chilena, sacando del underground la escena hardcore punk, dando a conocer de forma masiva el sonido metalcore y el movimiento vegan straight edge. En esta época la banda realiza shows para más de 1000 personas y comienza a compartir escenario con bandas de diversos estilos musicales.
En el 2006 es editado en México el álbum compilatorio El Fuego Sigue Ardiendo por el sello mexicano Decisión Personal. Gracias al apoyo de este sello, la banda realiza un tour que los llevaría a presentarse en México, Colombia y Perú. Este mismo año comienza la composición y grabación de nuevos temas.

### Afirmación de vida(2007)
En 2007 abandona la banda Mitchel, por diversos motivos y reingresa Frank. Con esta nueva formación la banda realiza un segundo tour por México y edita su esperado quinto álbum llamado Afirmación De Vida, editado conjuntamente por los sellos En Tus Venas (Chile), Decisión Personal (México), Por Tu Capricho Mueren (México), Sin Fronteras (Colombia) y Dignify (Argentina). Asunto recibe de parte de las organizaciones Actitud Animal y la Federación Chilena de Instituciones de Protección Animal, el Premio a la Banda Animalista del año.
En el presente 2008 el sello Storm Of Justice (Suiza) edita Afirmación de Vida para el continente Europeo y con exclusiva distribución para el continente asiático por medio del sello Retribution Network (Japón). Además se espera la edición de este mismo álbum en Estados Unidos por el sello New Eden Records. A finales de este año Frank abandona la banda y entra en su lugar Ignacio Bielefeldt experimentado guitarrista y un viejo amigo de la banda.

### Retornos(2013)
Durante diciembre del año 2013, el grupo lanza su séptimo disco denominado Retornos, grabado en los estudios de Sebastián Puente, el guitarrista de la banda Nuclear, las tomas grabadas en Santiago de Chile, fueron enviadas a Dinamarca en donde se realizó la mezcla y la masterización por el afamado productor Tue Madsen. El disco fue editado por el sello Vegan Records, y en Europa por Inhumano Disco en su versión en vinilo.

### Actualidad 2024
La banda se encuentra afinando los últimos detalles para su próxima grabación en febrero de 2025 de su nuevo disco llamado "Dorje, La fuera de lo incierto" que constara de 8 nuevas canciones del mas puro Metal Melódico  

## Miembros
| Actuales - Raúl Jiménez – voz (1995–presente) - Mitchel Aedo – guitarra solista (1995–presente) - José Strife (Sesión) – batería (2024-presente) - Claudio Hernandez – bajo (2023-presente) - Miguel Verdejo – guitarra (2023-presente) | Anteriores - Paulo Cornejo – bajo (2000–2018) - Rodrigo Godoy – guitarras, coros (2005–2018) - Raúl Santana – guitarras (2002–2003) - Frank Millard – guitarras (2003–2005; 2007–2008) - Ignacio Bielefeldt – guitarras (2008–2012) - Andrés Urzua – bajo (1995–2000) - Pedro Savanovich – batería (2023) - Ignacio Jiménez – batería (1995-2018) - Gabriel Oporto – batería (2024) |

## Discografía
- Adelanto (1997)
- Asunto demo (1997, Ahimsa)
- No te dejes derrotar (1998, Ahimsa)
- Renacer (1999, Ahimsa)
- Confrontación (2003, Survival)
- Cuando las sutilezas mueren (2004, En Tus Venas)
- Afirmación de vida (2007, En Tus Venas, Decisión Personal, Por Tu Capricho Mueren, Sin Frontera, Dignify)
- Retornos (2013, Vegan, Inhumano)

Compilaciones
- El fuego sigue ardiendo (2006, Decisión Personal)